# Porin (protein)
 For alternative betydninger, se Porin. (Se også artikler, som begynder med Porin)
Poriner er membranproteiner, der virker som kanaler for f.eks. sukker, ioner og aminosyrer i bakterier, mitokondrier og grønkorn. De består af beta-barrels (beta-tønder), således at kanalens inderside er hydrofil (polær), mens molekylets yderside mod membranens indre er hydrofob (upolær). Poriner er specifikke og tillader diffusion af et bestemt molekyle eller en gruppe molekyler.